# Méandre (film)
Pour les articles homonymes, voir Méandre (homonymie).
Pour plus de détails, voir Fiche technique et Distribution.
Méandre est un film de science-fiction horrifique français écrit et réalisé par Mathieu Turi, sorti en 2020. Il s'agit du deuxième long métrage du réalisateur, tourné en français et en anglais.

## Synopsis
Une jeune femme, prise en auto-stop, découvre que le conducteur est un tueur en série en cavale. Elle se réveille dans un tube métallique rempli de pièges mortels. Pour ne pas mourir et vaincre sa crise de claustrophobie, elle y devra constamment avancer en rencontrant d'autres victimes…

## Fiche technique
Sauf indication contraire, les informations mentionnées dans cette section peuvent être confirmées par la base de données cinématographiques Unifrance,  présente dans la section « Liens externes ».
- Titre original : Méandre
- Réalisation et scénario : Mathieu Turi
- Musique : Frédéric Poirier
- Décors : Thierry Jaulin
- Costumes : Rachel Quarmby-Spadaccini
- Photographie : Alain Duplantier
- Son : Jonathan Grimbert-Barré
- Montage : Joël Jacovella
- Production : Éric Gendarme et Sandra Karim
- Coproduction : Grégory Chambet et Dimitri Stéphanides
- Production associée : Jordan Sarralie
- Production déléguée : Marc Olla
- Sociétés de production : Full Time Films et Cinéfrance Studios ; WTFilms (coproduction) ; SOFICA Cinéaxe 2019, SG Image 2019
- Société de distribution : Alba Films
- Budget : 2,6 millions d’euros[2]
- Pays de production :  France
- Langue originale : français, anglais
- Format : couleur — 2,35:1 — son Dolby digital 5.1
- Genre : horreur, science-fiction, thriller
- Durée : 90 minutes
- Dates de sortie :
  - Espagne : 11 octobre 2020 (Festival international du film fantastique de Catalogne)
  - France : 26 mai 2021
- Classification :
  - France : interdit aux moins de 12 ans avec avertissement lors de sa sortie en salles et aux moins de 16 ans à la télévision

## Distribution
- Gaia Weiss : Lisa
- Peter Franzén : Adam
- Romane Libert : Nina
- Frédéric Franchitti : Adam, brûlé
- Corneliu Dragomirescu : le père
- Eva Niewdanski : Lisa, adolescente

## Production
Le tournage a lieu dans le studio Eye-Light, à La Courneuve, pendant 33 jours. La scène d'ouverture a été tourné sous le viaduc de Meaux A140 à Mareuil-lès-Meaux.

## Accueil

### Festivals et sorties
Le film est sélectionné et présenté le 11 octobre 2020 en avant-première mondiale au Festival international du film fantastique de Catalogne, en Espagne. Il est également projeté le 6 avril 2021 au Festival international du film fantastique de Bruxelles, en Belgique.
Le film devait initialement sortir le 10 février 2021 en France. Mais, en raison de la fermeture de plusieurs salles françaises due à la pandémie de Covid-19, il est repoussé au 16 juin, avant d'être avancé au 9 juin. Il est finalement avancé au 26 mai à la suite de la date de la réouverture des salles cinématographiques par le gouvernement.

### Critiques
Pour le côté positif, Charlotte Marsal de CNews assure que c'est « une mise en scène efficace, musclée et rythmée pour une course contre la montre ».
Quant au côté négatif, François Léger de Première trouve que « Mathieu Turi ne parvient jamais tout à fait à s’extirper de ces références écrasantes, mais une petite musique très personnelle rythme le film, visuellement épatant vu le budget limité. Dommage que le scénario — qu’on aurait aimé un peu plus minimaliste — s’embourbe dans une métaphore du deuil jamais tout à fait satisfaisante ».

### Documentation
- Dossier de presse Méandre